# Xian de Pi
Le xian de Pi (郫县 ; pinyin : Pí Xiàn) est un district administratif de la province du Sichuan en Chine. Il est placé sous la juridiction de la ville sous-provinciale de Chengdu.

## Démographie
La population du district était de 466 192 habitants en 1999.